# Потлово
Потлово — деревня в Зарайском районе Московской области, в составе муниципального образования сельское поселение Машоновское (до 29 ноября 2006 года входила в состав Машоновского сельского округа).
Потлово на 2016 год, фактически, дачный посёлок: при 1 жителе в деревне числятся 4 садовых товарищества, деревня связана автобусным сообщением с райцентром и соседними населёнными пунктами.

## Население
| 2002 | 2006 | 2010 |
| ---- | ---- | ---- |
| 5    | ↘2   | ↘1   |

## География
Потлово расположено в 7 км на запад от Зарайска, на малой реке Османовке бассейна реки Осётр, высота центра деревни над уровнем моря — 153 м.

## История
Потлово впервые упоминается в Платёжных книгах 1594 года, как деревня Потулово. В 1790 году в деревне числилось 15 дворов и 180 жителей, в 1884 году — 18 дворов и 126 жителей, в 1906 году — 23 двора и 140 жителей. В 1932 году был образован колхоз «Память Ильича», с 1950 года — в составе соседнего одноимённого колхоза.